# Colibri vert-d'eau
Lampornis viridipallens
Espèce
Répartition géographique
Statut de conservation UICN

 LC  : Préoccupation mineure
Statut CITES
Le Colibri vert-d'eau (Lampornis viridipallens) est une espèce d'oiseaux de la famille des Trochilidae.

## Distribution
Le colibri vert-d'eau est présent au Mexique, au Guatemala, au Honduras et au Salvador.  La superficie du territoire qu'il occupe est estimée à 91 000 km2

## Habitat
Le colibri vert-d'eau habite les forêts montagneuses humides couvertes de chênes et de pins ainsi que les forêts de nuage entre 900 m et 2 700 m d'altitude.